# أورلاندو مونتيرو
أورلاندو مونتيرو (بالبرتغالية: Orlando Monteiro) هو لاعب كرة قدم برتغالي في مركز الهجوم، ولد في 18 مايو 1972 في برايا في الرأس الأخضر. شارك مع منتخب ساو توميه وبرينسيب لكرة القدم. أما مع النوادي، فقد لعب مع إستريلا دا أمادورا وموريرينسي.

## وصلات خارجية
- أورلاندو مونتيرو على موقع ناشيونال فوتبول تيمز (الإنجليزية)
- أورلاندو مونتيرو على موقع عالم كرة القدم.نت (الإنجليزية)